# Szent Miklós-templom (Potsdam)
A Szent Miklós-templom (németül: St. Nikolaikirche) egy evangélikus templom, Potsdam régi piactéren (Alter Markt). A klasszicista stílusú, Szent Miklós tiszteletére szentelt központi alaprajzú épület Karl Friedrich Schinkel tervei alapján épült 1830–1837 között. A város teteje fölé magasodó, 77 méter magas templom kupolája később épült, 1843-tól 1850-ig. Építését Ludwig Persius, 1845-től pedig Friedrich August Stüler vette át.
A második világháború vége felé a templomot a brit légitámadás során találták el, majd a szovjet tüzérségi tűz súlyosan megrongálta. A templomot sok évnyi újjáépítés után 1981-ben a potsdami Szent Miklós Evangélikus Egyházközség újjászentelte, és ma újra látogatható. A templomban a szokásos istentiszteletek mellett hangversenyeket is tartanak.

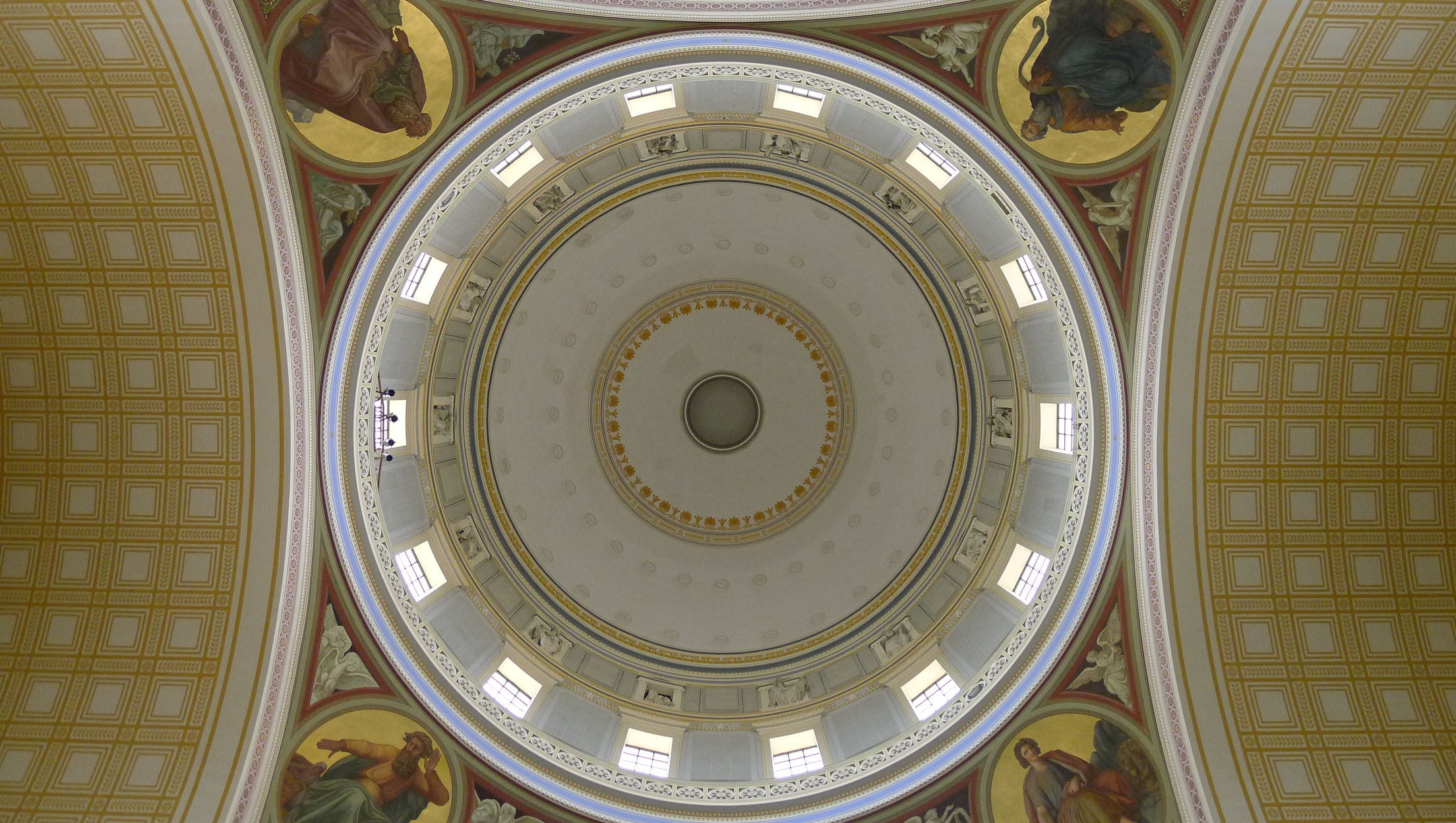
Betekintés a kupolába
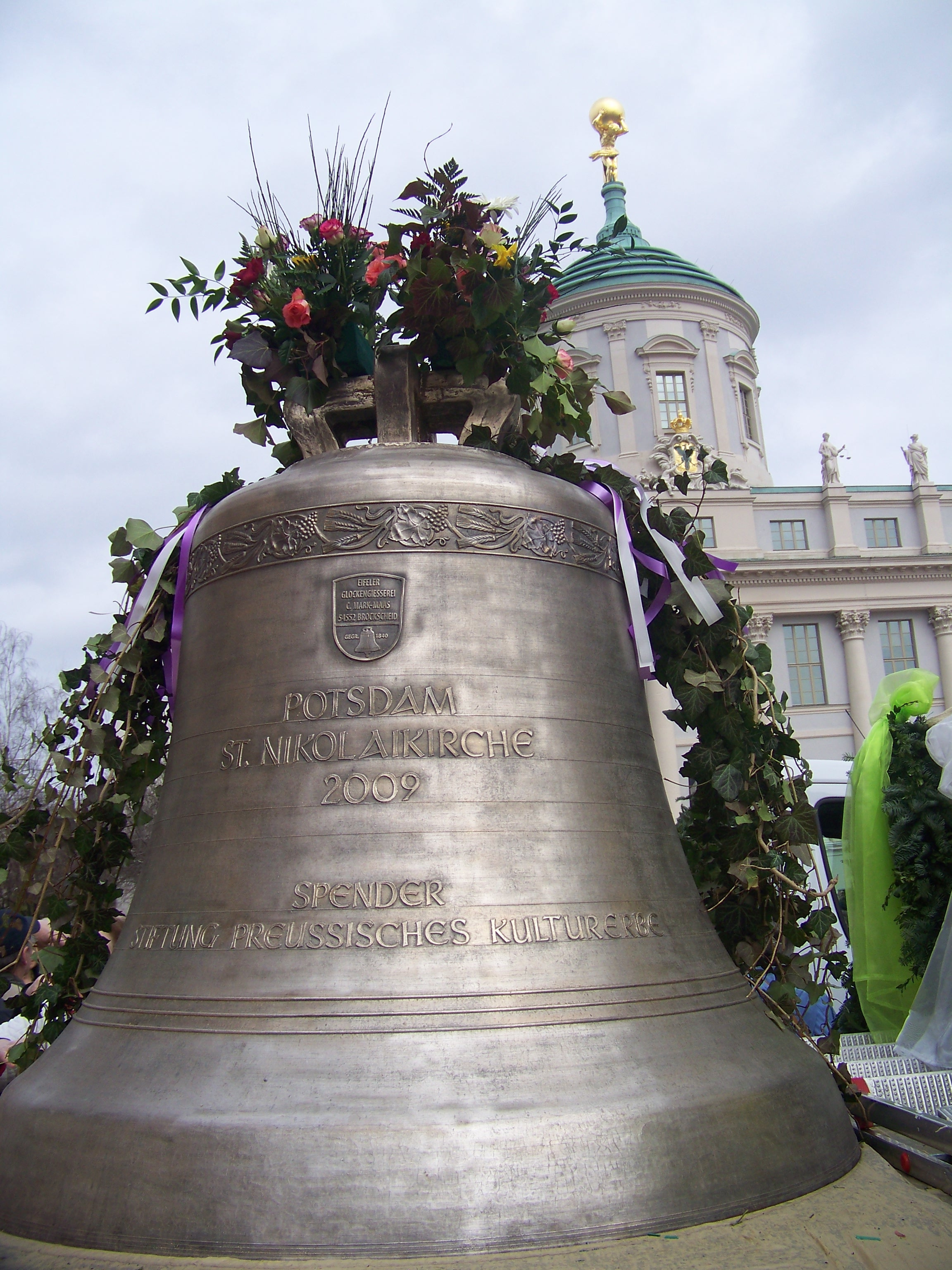
A templom harangja 2010-ben a régi piactéren
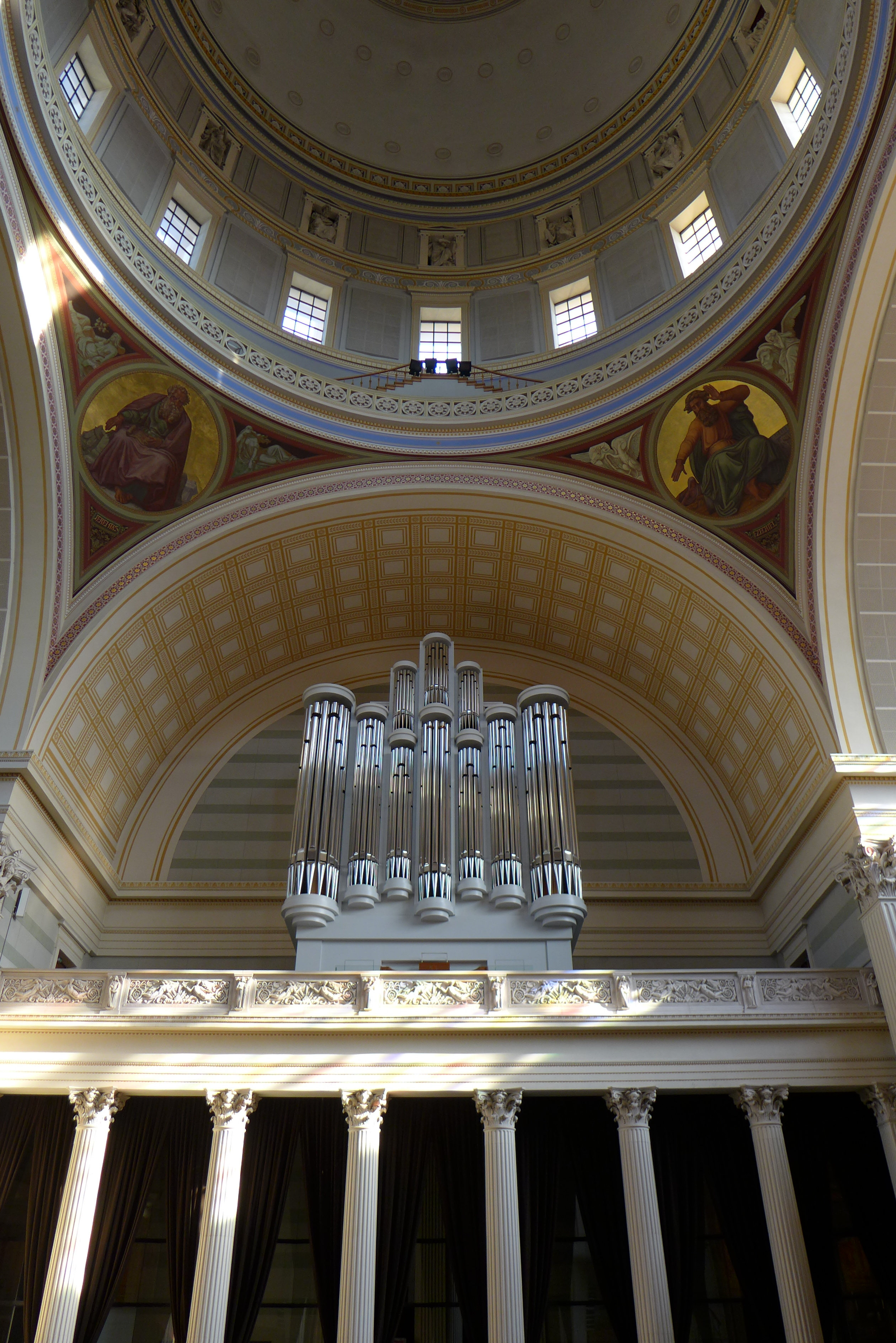
A főorgona a déli karzaton
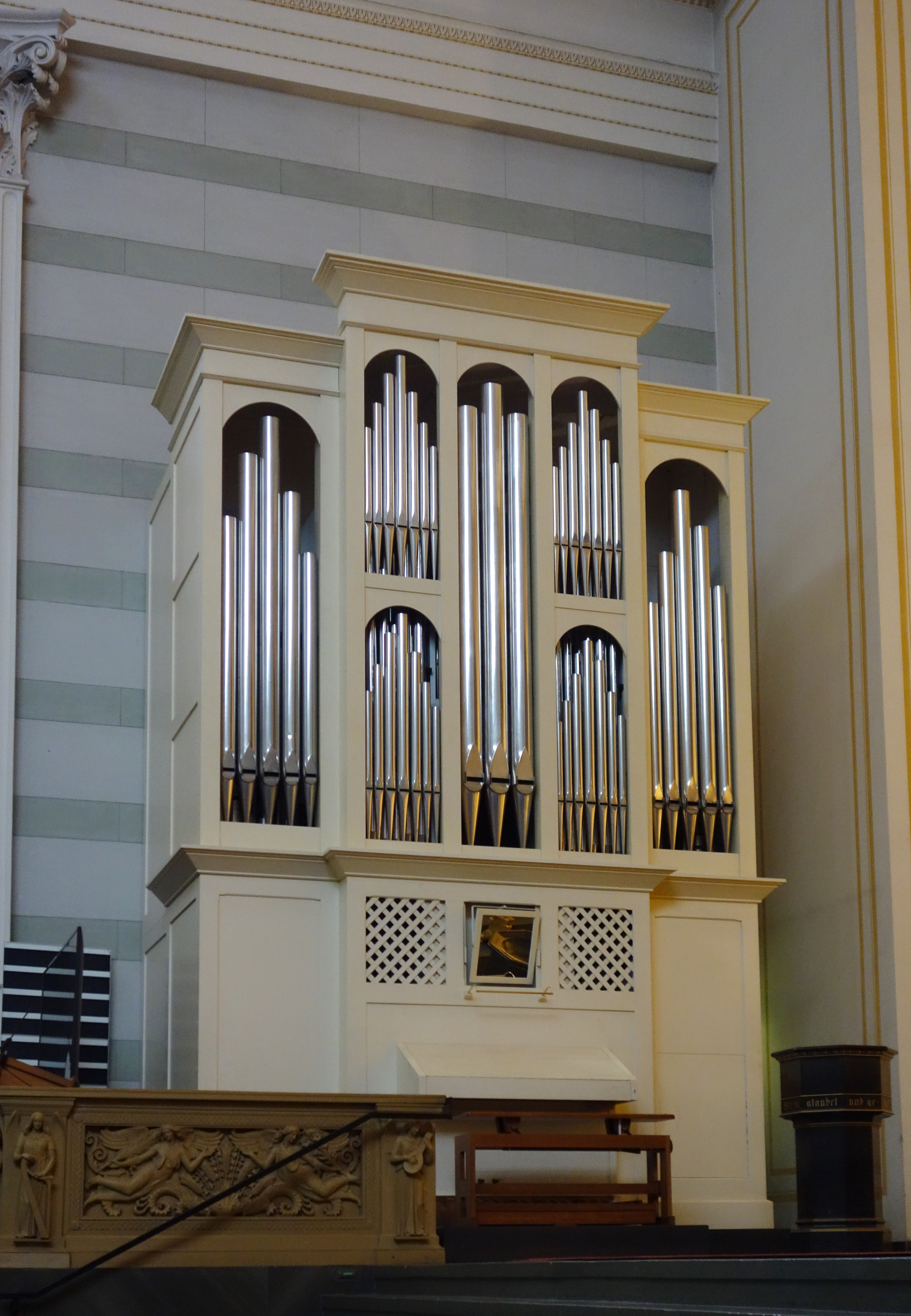
A kórusi orgona

## Fordítás
- Ez a szócikk részben vagy egészben  a   St. Nicholas Church, Potsdam című angol Wikipédia-szócikk ezen változatának fordításán alapul.  Az eredeti cikk szerkesztőit annak laptörténete sorolja fel. Ez a jelzés csupán a megfogalmazás eredetét és a szerzői jogokat jelzi, nem szolgál a cikkben szereplő információk forrásmegjelöléseként.